# In clandestinità
In clandestinità è il primo singolo estratto dall'album Da solo di Vinicio Capossela. Esce in radio il 3 ottobre 2008, mentre nei negozi il 17 ottobre. Il singolo è stato subito messo in vendita sull'iTunes Store.